# TLE (파일 포맷)
TLE(Two-line element set, 2행 궤도 요소 집합)는 특정 시점, 즉 신기원에 대한 지구 궤도 물체의 궤도 요소 목록을 인코딩하는 데이터 형식이다. 적절한 예측 공식을 사용하면 과거 또는 미래의 특정 지점의 상태(위치 및 속도)를 어느 정도 정확하게 추정할 수 있다. TLE 데이터 표현은 단순화된 섭동 모델(SGP, SGP4, SDP4, SGP8 및 SDP8)에만 해당되므로 TLE를 데이터 소스로 사용하는 모든 알고리즘은 관심 있는 시점의 상태를 올바르게 계산하기 위해 SGP 모델 중 하나를 구현해야 한다. TLE는 지구 궤도를 도는 물체의 궤적만 설명할 수 있다. TLE는 "위험 분석, 근접 접근 분석, 충돌 회피 기동을 지원하기 위한 미래의 잔해 이벤트" 및 법의학적 분석을 특성화하기 위한 목적으로 우주 잔해의 미래 궤도 트랙을 예측하기 위한 입력으로 널리 사용된다.
이 형식은 원래 두 개의 표준 80열 카드에 요소 세트를 인코딩하는 천공 카드용으로 만들어졌다. 이 형식은 펀치 카드 시스템이 더 이상 사용되지 않음에 따라 결국 텍스트 파일로 대체되었다. 각 요소 세트는 제목 줄 앞에 오는 두 개의 69열 ASCII 줄에 기록된다. 미국 우주군은 지구 궤도에서 감지 가능한 모든 물체를 추적하여 각 물체에 해당하는 TLE를 생성하고 Space Track 및 Celestrak 웹 사이트에서 많은 우주 물체에 대해 공개적으로 사용 가능한 TLE를 만들어 많은 군대 또는 기밀 정보에 대한 데이터를 억제하거나 난독화한다. TLE 형식은 지구 궤도를 도는 물체의 궤도 요소 분포에 대한 사실상의 표준이다.
TLE 집합에는 요소 데이터 앞에 제목 줄이 포함될 수 있으므로 각 목록은 파일에서 세 줄을 차지할 수 있다. 각 데이터 라인에는 고유한 개체 식별 코드가 포함되어 있으므로 제목은 필수가 아니다.